# Хришћански анархизам
Хришћански анархизам је веровање да је Бог - кроз Исусово учење - једини ауторитет, који је одговоран за хришћане. Хришћански анархисти сматрају да владе и Цркве немају никакву власт над њима и другим људима или да не би требало да имају. 
Хришћански анархисти верују да је анархизам комплетно сагласан са Светим Писмом. Они говоре да је Христос био зато неомиљен у санхедрину, великом савету јеврејских првосештеника и главара, јер су га сматрали јеврејским анархистом који је призивао револуцију. Говоре такође да се слобода кроз Христово учење даје оправдавати.